# 金贤玉
金贤玉（韓語：김현옥，1974年5月14日—），韩国女子手球运动员。她曾代表韩国国家队参加2000年和2004年夏季奥林匹克运动会手球比赛，其中2004年奥运会获得一枚银牌。